# Anua parcemacula
Anua parcemacula är en fjärilsart som beskrevs av Lucas 1891. Anua parcemacula ingår i släktet Anua och familjen nattflyn. Inga underarter finns listade i Catalogue of Life.